# Stanislav Ianevski
Stanislav Ianevski, född 16 maj 1985 i Sofia, Folkrepubliken Bulgarien, är en bulgarisk skådespelare. 
Ianevski filmdebuterade i Harry Potter och den flammande bägaren (2005) som Viktor Krum.
Han spelade också i filmen Hostel 2 (2007).